# (400159) 2006 VX74
(400159) 2006 VX74 es un asteroide perteneciente al cinturón de asteroides, descubierto el 11 de noviembre de 2006 por el equipo del Mount Lemmon Survey desde el Observatorio del Monte Lemmon, Arizona, Estados Unidos.

## Designación y nombre
Designado provisionalmente como 2006 VX74.

## Características orbitales
2006 VX74 está situado a una distancia media del Sol de 2,616 ua, pudiendo alejarse hasta 3,392 ua y acercarse hasta 1,841 ua. Su excentricidad es 0,296 y la inclinación orbital 8,247 grados. Emplea 1546,30 días en completar una órbita alrededor del Sol.

## Características físicas
La magnitud absoluta de 2006 VX74 es 17,1. Tiene 2,488 km de diámetro y su albedo se estima en 0,045.